# Jack Nance
Jack Nance (Boston, Massachusetts, 1943. december 21. – South Pasadena, Kalifornia, 1996. december 30.)  amerikai színész.

## Élete és pályafutása
Nance Bostonban született, de a texas-i Dallasban nevelkedett fel, középiskolát is itt végezte el. Kezdetben színpadi színészként helyezkedett el, később már mozi és TV-filmekben is szerepet vállalt. 70-es években ismerkedett meg David Lynch filmrendezővel, akinek az összes jelentősebb alkotásában szerepelt élete során. 

### Magánélete
Nance Catherine E. Coulson színésznővel 1968-tól 1976-ig volt házas. 1991 májusában feleségül vette Jerry Van Dyke lányát Kelly Jean Van Dyke-ot, aki korábban Nancee Kelly néven pornófilmekben szerepelt. Kelly Jean Van Dyke 1991 november 17-én felakasztotta magát, miközben Nance a Vízi dili című filmet forgatta. Nance testvére szerint, a színész és a film rendezője (Bob Logan) telefonon próbálta lebeszélni Van Dyke-ot az öngyilkosságról, majd értesítették a rendőrséget, akik a helyszínen az ajtó feltörése után csak a színésznő felakasztott holttestét találták meg. A mentő megérkezéséig leszedték a testet a kötélről és megpróbálták újraéleszteni a színésznőt, sikertelenül. 

### Halála
1996. december 30-án, Dél-Pasadenaban halt meg rejtélyes körülmények között. December 29-én még együtt ebédelt barátaival Leo Bulgarinival és Catherine Case-szel, akik elmondták, hogy Nance részeg volt, valamint "félhold alakú zúzódás" volt a szeme alatt, és elmondta nekik, hogy aznap hajnalban latin-amerikai fiatalokkal verekedésbe keveredett majd mikor hazament még panaszkodott a fejfájás miatt.
Másnap reggel Nance a lakása fürdőszobájában halt meg. A boncolás során kiderült, hogy Nance halálát koponyaűri keményburok alatti vérömleny (subduralis haematoma) okozta, és a véralkohol szintje 0,24% volt, ami a megengedett érték háromszorosa.

## Filmográfia

### Film
| Év   | Magyar cím                    | Eredeti cím                    | Szerep                               | Magyar hang                 |
| ---- | ----------------------------- | ------------------------------ | ------------------------------------ | --------------------------- |
| 1970 |                               | Fools                          | hippi                                |                             |
| 1971 |                               | Jump                           | Ace                                  |                             |
| 1977 | Radírfej                      | Eraserhead                     | Henry Spencer (John Nance néven)     |                             |
| 1977 | Országúti bunyós              | Breaker! Breaker!              | Burton                               | Juhász György (2. szinkron) |
| 1982 | A piszkos ügy                 | Hammett                        | Gary Salt                            | Mikó István                 |
| 1984 | Dűne                          | Dune                           | Iakin Nefud kapitány                 | Kapácsy Miklós              |
| 1984 | Párbaj a városban             | City Heat                      | Aram Strossell könyvelő              |                             |
| 1984 | Johnny DeVeszélyes            | Johnny Dangerously             | pap                                  |                             |
| 1985 | Vérszomjas szörnyecskék       | Ghoulies                       | Wolfgang                             |                             |
| 1986 | Kék bársony                   | Blue Velvet                    | Paul                                 |                             |
| 1987 | Törzsvendég                   | Barfly                         | detektív                             |                             |
| 1988 | Színek                        | Colors                         | Samuels nyomozó                      |                             |
| 1988 | A massza                      | The Blob                       | orvos                                |                             |
| 1990 | Veszett a világ               | Wild at Heart                  | Kétéltű Spool                        | Kárpáti Tibor               |
| 1990 | Forró nyomon                  | The Hot Spot                   | Julian Ward                          | Antal László                |
| 1990 | Forró nyomon                  | The Hot Spot                   | Julian Ward                          | Uri István                  |
| 1991 | A prosti                      | Whore                          | Liznek segítő férfi                  |                             |
| 1991 | Száguldás a milliókért        | Motorama                       | motel dolgozója                      |                             |
| 1991 |                               | Old Fashioned Spankings        | ismeretlen szerep (Jack Weber néven) |                             |
| 1992 | Vízi dili                     | Meatballs 4                    | Neil Peterson                        | Makay Sándor                |
| 1992 | Vízi dili                     | Meatballs 4                    | Neil Peterson                        | Pálfai Péter                |
| 1992 | Twin Peaks – Tűz, jöjj velem! | Twin Peaks: Fire Walk with Me  | Pete Martell (törölt jelenetek)      |                             |
| 1994 | Szerelem és egy 45-ös         | Love and a .45                 | Justice Thurman                      |                             |
| 1994 |                               | Across the Moon                | Idős cowboy                          |                             |
| 1995 | A likvidátor                  | The Demolitionist              | McKenzie atya                        | Elekes Pál                  |
| 1995 | Voodoo                        | Voodoo                         | Lewis                                | Szélyes Imre                |
| 1996 | Titkos ügynökök klubja        | The Secret Agent Club          | Doki                                 | Cs. Németh Lajos            |
| 1996 |                               | Little Witches                 | Michael atya                         |                             |
| 1997 | Lost Highway – Útvesztőben    | Lost Highway                   | Phil                                 |                             |
| 2014 |                               | Twin Peaks: The Missing Pieces | Pete Martell (archív felvétel)       |                             |

### Televízió
| Év        | Magyar cím             | Eredeti cím                    | Szerep                           | Megjegyzések                                                                                  |
| --------- | ---------------------- | ------------------------------ | -------------------------------- | --------------------------------------------------------------------------------------------- |
| 1984      |                        | The Bet                        | ismeretlen szerep                | tévéfilm                                                                                      |
| 1984      |                        | Weekend                        | ismeretlen szerep                | tévéfilm                                                                                      |
| 1987      |                        | Crime Story                    | Charlie Green                    | 1 epizód                                                                                      |
| 1988      |                        | Tricks of the Trade            | Al                               | tévéfilm                                                                                      |
| 1988      |                        | Les Français vus par           | Pete                             | minisorozat (1 epizód)                                                                        |
| 1989–1991 | Twin Peaks             | Twin Peaks                     | Pete Martell                     | - 30 epizód - magyar hangja: - Dobránszky Zoltán (1-2. szinkron) - Földes Tamás (3. szinkron) |
| 1994      | Újabb éjszakai rohanás | Another Midnight Run           | Reilly                           | tévéfilm                                                                                      |
| 1995      |                        | My So-Called Life              | Warren                           | 1 epizód                                                                                      |
| 1995      | Bukott angyalok        | Fallen Angels                  | seriff                           | 1 epizód                                                                                      |
| 1996      | Csillagközi terror     | Assault on Dome 4              | Mellow, Dome 4 veterán           | tévéfilm                                                                                      |
| 2017      | Twin Peaks             | Pete Martell (archív felvétel) | 1 epizód stáblistán megemlékezés |                                                                                               |

### Videóklipek
- 1984: Suicidal Tendencies: "Institutionalized" – Az apa

## Fordítás
- Ez a szócikk részben vagy egészben  a   Jack Nance című angol Wikipédia-szócikk fordításán alapul.  Az eredeti cikk szerkesztőit annak laptörténete sorolja fel. Ez a jelzés csupán a megfogalmazás eredetét és a szerzői jogokat jelzi, nem szolgál a cikkben szereplő információk forrásmegjelöléseként.